# Victor Van Dyck
Pour les articles homonymes, voir Van Dyck.
Victor Van Dyck est un peintre belge né à Malines en 1862 et mort en 1949.

## Biographie
Après une formation aux académies de Bruxelles (1877-1884) et d'Anvers, il travaille à Bruxelles avant de devenir enseignant à l'Académie de sa ville natale en 1913. Peintre de sujets historiques et religieux et de portraits, 
Victor Van Dyck commence à travailler comme peintre décorateur dans les années 1880. Il est chargé de la décoration intérieure d'établissements commerciaux et de maisons particulières de Bruxelles.
Entre autres, il réalise en 1902,avec Adolphe Crespin, le décor de la Bibliothèque Solvay, des décors muraux dans l'hôtel Max Hallet construit par Victor Horta et deux toiles peintes datées de 1907, dans une maison d'habitation au 256 Chaussée d'Haecht,.
Comme il acquiert une expertise dans la décoration des plafonds, il est invité à travailler à Londres et à Blackpool pour y réaliser des décores de plafonds de théâtres.
Il reçoit le troisième prix de Rome belge en peinture en 1889.
Vicotr Van Dyck est le père du peintre belge Max Van Dyck, (1902-1992) et le fils du peintre belge Henri Van Dyck (1849-1934).

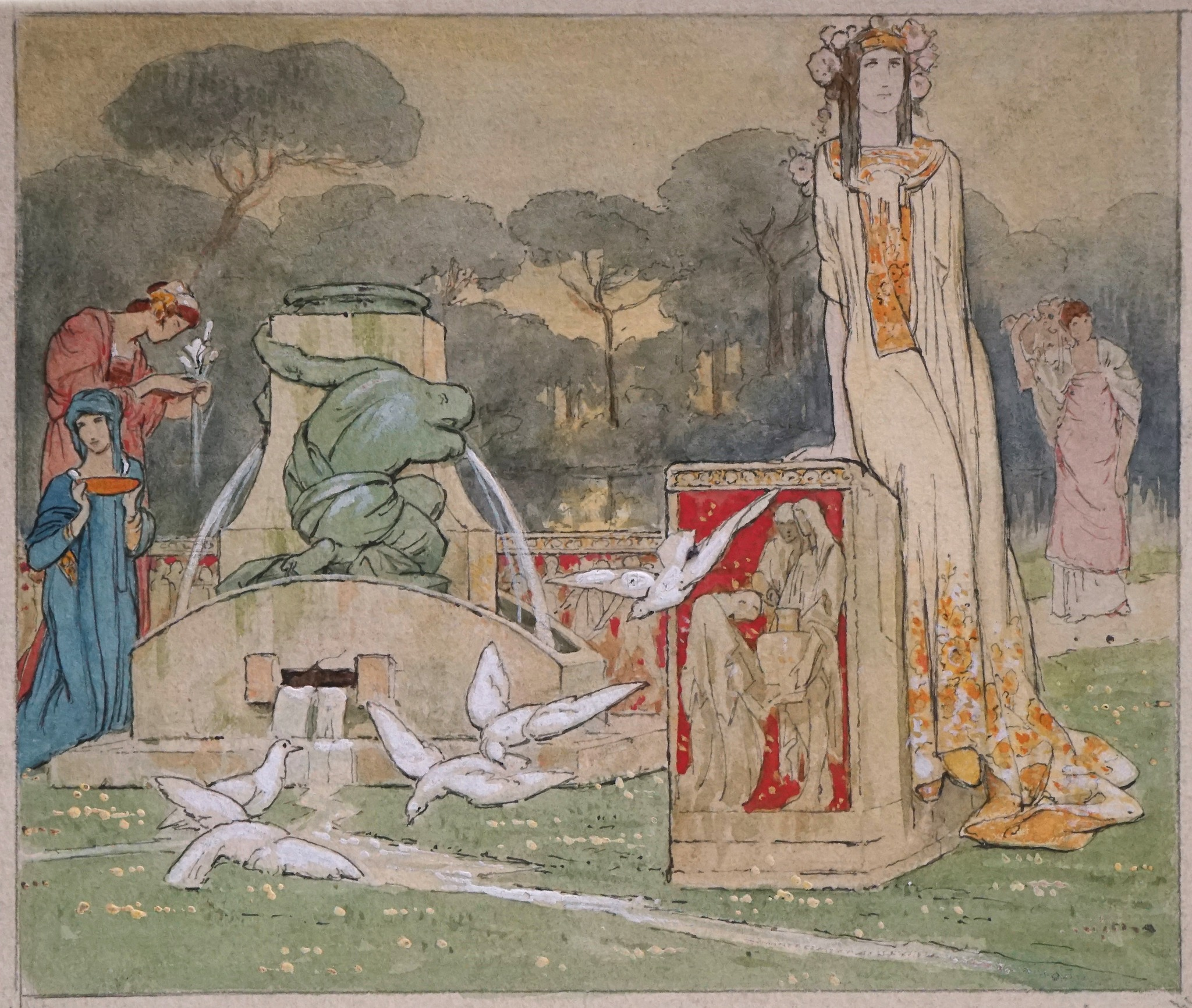
Victor Van Dyck, Femmes à la fontaine, projet de peinture murale pour la cage d’escalier de l’Hôtel Hallet.

## Sources
1. 1 2  « Victor Van Dyck, peintre décorateur 1862-1943 », sur www.visit.brussels (consulté le 11 juin 2023)
2. ↑  « – Inventaire du patrimoine architectural », sur monument.heritage.brussels (consulté le 11 juin 2023)
3. ↑  « Un élégant hôtel très particulier signé Victor Horta à Bruxelles », sur Marie Claire, 28 janvier 2023 (consulté le 11 juin 2023)

- Allgemeines Künstlerlexikon, deel 31, München-Leipzig, 2002
- Paul Piron, Dictionnaire des artistes et plasticiens de Belgique des XIXe et XXe siècles, Lasnes, Éditions Arts in Belgium, vol. 2, p. 624